# 程立 (1927年)
程立（1927年2月—2025年5月17日），原名陈方瑞，男，浙江镇海人，中国病理生理学家，曾任复旦大学基础医学院（原上海第一医学院、上海医科大学）教授、博士生导师。主要从事实验性白血病病毒病因学研究。

## 生平
1953年毕业于上海第一医学院医学系。1960年至1961年，在北京中国医学科学院实验医学研究所病理系进修学习。1961年4月起，历任上海第一医学院病理生理教研室讲师、教授、副主任、主任。1993年7月离休。1992年获国务院政府特殊津贴。2015年1月，获上海市病理生理学会终身贡献奖。2015年9月，捐款10万元设立“病理生理学青年奖励基金”。2025年5月17日11时45分在复旦大学附属中山医院逝世。